# Gene Gossage
Ezra Eugene „Gene“ Gossage (* 17. Februar 1935 in Columbia, Tennessee; † 1. Mai 2011 in Old Saybrook, Connecticut) war ein US-amerikanischer American-Football und Canadian-Football-Spieler. Er spielte als Defensive End, Defensive Tackle und Guard bei den Philadelphia Eagles in der National Football League (NFL) und bei den Hamilton Tiger-Cats in der Canadian Football League (CFL). 

## Spielerlaufbahn

### Collegekarriere
Gene Gossage studierte zunächst an der University of Cincinnati, bevor er an die Northwestern University wechselte. Gossage wurde von Head Coach Ara Parseghian von 1957 bis 1959 als Defensive Tackle bei den Northwestern Wildcats eingesetzt. Während seiner Studienzeit erfolgte zweimal die Wahl von Gossage in die Auswahlmannschaft der Big Ten Conference. Durch sein College wurde er aufgrund seiner sportlichen Leistungen dreimal ausgezeichnet.

### Profikarriere
Gene Gossage wurde im Jahr 1958 von den Philadelphia Eagles in der 28. Runde an 328 Stelle gedraftet. Bevor er zu der Mannschaft aus Philadelphia stieß, beendete er zunächst sein Studium. Nachdem er ein Vertragsangebot der Dallas Texans aus der neugegründeten American Football League ausgeschlagen hatte, schloss er sich im Jahr 1960 den Eagles an. Die Mannschaft von Trainer Buck Shaw gewann in diesem Jahr in der regular Season zehn von zwölf Spielen und zog damit in das NFL-Endspiel gegen die Green Bay Packers ein. Die Eagles gewannen das Endspiel mit 17:13. Nach der Saison 1962 wechselte Gossage in die CFL zu den Hamilton Tiger-Cats. Das Team aus Hamilton konnte in diesem Jahr in den Grey Cup einziehen und gewann das Endspiel gegen die British Columbia Lions mit 21:10. Gossage zog mit seinem Team auch im Jahr 1964 in den Grey Cup ein. Diesmal setzten sich allerdings die British Columbia Lions mit 34:24 durch. Nach der Spielzeit 1964 beendete Gossage seine Laufbahn.

## Nach der Laufbahn
Gene Gossage arbeitete nach seiner Laufbahn in der Eisenwarenindustrie. Er war verheiratet und hatte zwei Kinder. Die Grabstätte von Gossage ist nicht bekannt.